# Bruchomima chloropelta
Bruchomima chloropelta is een keversoort uit de familie halstandhaantjes (Megalopodidae). De wetenschappelijke naam van de soort werd in 1916 gepubliceerd door Julien Achard.